# Faleasao County
Faleasao County är ett county i Amerikanska Samoa (USA).   Det ligger i distriktet Manuadistriktet, i den nordvästra delen av landet, 130 km öster om huvudstaden Pago Pago.
Följande samhällen finns i Faleasao County:
- Faleāsao

I omgivningarna runt Faleasao County växer i huvudsak städsegrön lövskog.